# Copadichromis insularis
Copadichromis insularis är en fiskart som beskrevs av Stauffer och Konings 2006. Copadichromis insularis ingår i släktet Copadichromis och familjen Cichlidae. Inga underarter finns listade i Catalogue of Life.